# Estadio Brigadier General Estanislao López
El Estadio Brigadier General Estanislao López también conocido popularmente como el Cementerio de los Elefantes, es un recinto deportivo ubicado en la ciudad de Santa Fe, Argentina. Fue inaugurado en 1946 y es propiedad del Club Atlético Colón, que ejerce allí su localía.
En 1952 se adoptó el nombre de Estadio Eva Perón, en honor a la primera dama, quien apoyó la afiliación de Colón a la AFA en 1948, y más tarde ayudó económicamente a la institución para la construcción de las primeras tribunas de cemento y la iluminación artificial. Sin embargo, tras el golpe de Estado que derrocó al presidente democrático Juan Domingo Perón, los nombres del mandatario y de su esposa fueron prohibidos, por lo que el estadio fue renombrado como Brigadier General Estanislao López, en honor al caudillo argentino que gobernó la provincia de Santa Fe entre 1818 y 1838.
Desde hace tiempo también se lo conoce como el Cementerio de los Elefantes, debido a las victorias de Colón frente a grandes equipos que visitaron Santa Fe. Uno de ellos fue el famoso Santos de Pelé que en 1964 cayó por 2-1. Dicho conjunto brasilero poseía un récord de 43 partidos invicto y era bicampeón intercontinental en aquel momento. El mismo equipo de Colón, más tarde le ganó a la propia selección argentina por 2-0. Otros conjuntos que salieron derrotados del estadio fueron: Peñarol de Montevideo en 1967 (campeón de la Copa Intercontinental 1966), Millonarios de Colombia (con un presente muy exitoso en ese momento), Olimpia, U. de Chile, Alianza Lima, Atlético Mineiro, entre otros.
La selección argentina disputó como local tres encuentros en este recinto: un partido amistoso ante la selección panameña con triunfo «Albiceleste» por 3-1, y dos encuentros por la Copa América 2011, con un empate 0-0 ante la selección colombiana en la fase de grupos, y un empate 1-1 ante la selección uruguaya, con derrota en los tiros desde el punto penal por 4-5 en la instancia de cuartos de final.

## Historia

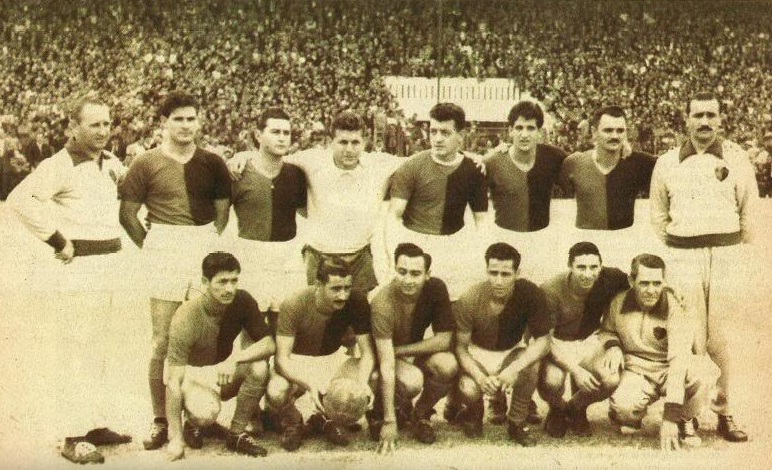
El equipo de Colón en el Estadio Gigante de Ciudadela en 1939.

El club Colón desde sus comienzos utilizó como cancha principal la ubicada entre las calles Zavalla; Moreno; San Juan y Corrientes, hasta que en marzo de 1938 pierde ese terreno por una deuda, la cancha fue ejecutada y Colón desalojado de ese lugar. Debido a tal situación, empezó a disputar sus encuentros por Liga Santafesina y también amistosos en el estadio de Gimnasia y Esgrima de Ciudadela. Alternado también algunos encuentros en el Estadio 15 de Abril de Unión.
Los dirigentes de Colón deciden buscar un nuevo predio para el emplazamiento del nuevo estadio, tenía que ser en el sur por el arraigo que significa la institución en ese sector de la ciudad. La única posibilidad de acceder a un terreno con la amplitud necesaria para poder realizarlo, era en el barrio Centenario, pero cuando se da la intención de adquirirlo, cunde el desconcierto entre sus simpatizantes. En la zona, existían innumerables viviendas precarias y cuando el río Salado crecía, sus aguas las cubría y lo mismo pasaría con el estadio. Pese a ello, el 2 de marzo de 1939, con la presidencia de Horacio Sosa en Colón, se adquiere ese terreno.
En noviembre de 1941, se da apertura a las propuestas para la construcción del estadio. Los primeros trabajos a realizarse serían el cerco exterior de cemento y el alambrado «olímpico», mientras tanto se procede al relleno y se traza la cancha de fútbol, como así también la pista de atletismo. A su vez, los dirigentes de Colón se encontraban en Buenos Aires para entregar al Ministerio de Obras Públicas los planos para que se efectué la entrega de un subsidio de $ 20.000 del Gobierno nacional. Simultáneamente se formó una subcomisión «Pro-Field» predispuesta íntegramente para el seguimiento de la obra, el designado como presidente de tal comisión sería Ricardo Cullen Funes, fundador y socio histórico de la escuadra «Rojinegra».
Después de dos años donde la construcción se vio detenida, en julio de 1943 con la presidencia de Francisco Ghiano, se da comienzo a las primeras obras frente a la av. Juan José Paso. El citado dirigente llevaba una buena relación con sus pares de Rosario Central, (puesto que vino de Rosario) lo que permitió realizar las transferencias de: Roberto Yebra, Raúl Tenutta, Antonio «Tapón» Funes y Rubén Marracino por una suma total de $ 45.000. De Santis se fue a Banfield por $ 10.000, seguido también al «Taladro» por Greco en $ 1.000. En 1944 es vendido también a la «Academia» rosarina, Heriberto Olivares por $ 10.000. Del mismo modo el mejor comprador de Colón adquirió al año siguiente a Juan Sabotig y Ángel Gaetán por la suma de $ 28.000, y de Luis Bravo por $ 25.000. Lo que dio un total de 199.000 pesos.

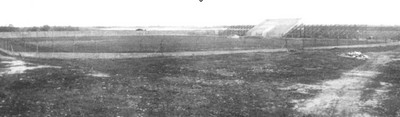
Las primeras obras en el estadio de Colón. La que se observa es la actual platea oficial.

El dinero recaudado fue destinado al relleno del terreno y la colocación de los panes de césped. La obra continua con la colocación de los postes de quebracho, sobre las bases de hormigón, donde después sería colocado el alambrado que rodearía la cancha de fútbol, como así también las pistas de atletismo y el velódromo. La obra prosiguió, esta vez con los vestuarios, los baños, la primera tribuna de cemento central oeste y sus dos laterales de madera. En 1945, se construyó la primera entrada que consistía en dos columnas de cemento, en donde flameaban banderas de Colón.[cita requerida]
Para 1946, ya estaba todo encaminando para que Colón tuviera su tan anhelado estadio de fútbol. Pero algo imprevisto sucedió el 31 de marzo cuando estaba estipulada la inauguración en un amistoso ante San Lorenzo, el estadio se encontraba bajo las aguas del río Salado. Esto motivo el corrimiento de la inauguración hasta el 9 de julio del mismo año.
La noche del 8 de julio de 1946, se llevó a cabo una cena organizada por la institución «Rojinegra» en el hotel «La Giralda» de la ciudad, al que asistieron 500 personas. Entre ellos se encontraban autoridades civiles y militares; representantes de los clubes Boca Juniors, Rosario Central y Atlanta, más los presidentes de la Liga Santafesina, rafaelina y paranaense; también fueron invitados periodistas locales, como así también de Buenos Aires.
Finalmente, el 9 de julio es inaugurado con un encuentro entre el equipo local (que disputaba la Liga Santafesina por ese entonces) y Boca Juniors, estos últimos ganaron por 2-1. Esa fecha ingresaron aproximadamente 10.000 personas, incluso quedaron simpatizantes afuera del mismo. La recaudación fue récord para la época, no era por Boca solamente, sino que Colón inauguraba su nuevo complejo deportivo.
Antes del cotejo, en la mañana se realizó la «Maratón Colón», que se corrió por las calles de la ciudad desde el puente Colgante hasta el campo de juego del estadio, dicha maratón se la adjudicó el atleta Germán Salerno del Club Rosario Central. Después se llevó a cabo un encuentro preliminar entre Sportivo Ben Hur de Rafaela y Atlético Paraná, disputando un trofeo entregado por el diario El Litoral, el encuentro lo ganaron los rafaelinos por 3-0. Seguido a ello, se realizó el descubrimiento de las placas conmemorativas de Colón y de Rosario Central, sumado al izamiento de la bandera nacional a cargo del jefe del Regimiento 12 de Infantería, teniente coronel Dalmiro Adaro, mientras se cantaba el Himno Nacional interpretado por la banda de música del mismo regimiento, durante este acto aviadores del Aeroclub Santa Fe desarrollaron espectáculos de acrobacias. La suelta de palomas puso el broche final a ese emotivo acto, cuya iniciativa y organización fue del socio y por muchos años dirigente del club, Escribano Fernando De Feo.

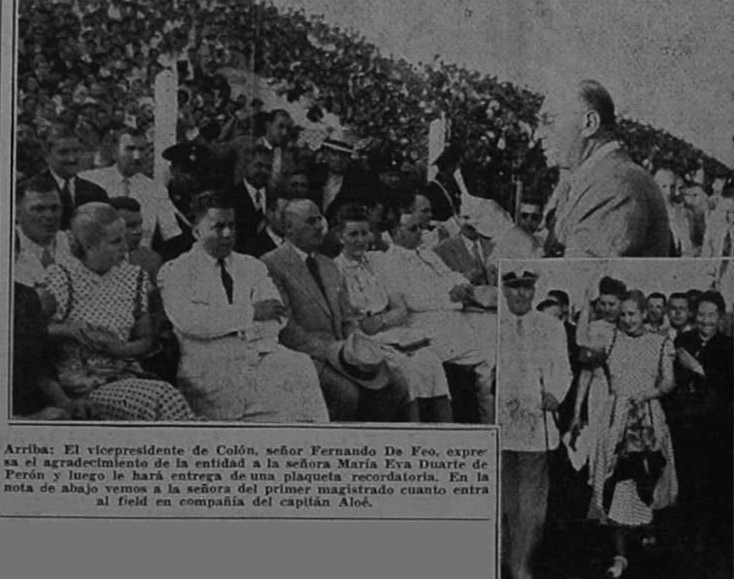
Primera visita de Eva Perón a un estadio de fútbol, precisamente en un clásico santafesino simbólico del 7 de diciembre de 1947.

El 7 de diciembre de 1947, Eva Perón llegó a Santa Fe para inaugurar el Hospital de Niños que llevaba su nombre. Tras ello, visitó el estadio de Colón y dio el puntapié inicial a un clásico santafesino, del que no se pudo completar el segundo tiempo debido a que Evita demoró una hora en llegar por la cargada agenda y las instalaciones del estadio todavía no contaban con iluminación. Eva Perón supo escuchar las necesidades de un club del interior de país que reunía en sus filas gran mayoría de gente humilde y laboriosa. En 1948 apoyó la afiliación de Colón a la AFA para poder disputar la segunda división.
El 2 de abril de 1949, se estrena la iluminación en el triunfo frente a Huracán por 5-1, gracias a un subsidio de $ 150.000 que le facilitó la nación a la institución «Rojinegra» para poder realizar la labor.

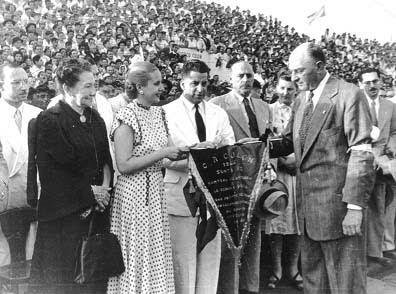
Entrega de un banderín con los colores de Colón por parte del vicepresidente de la institución, Fernando De Feo a la señora Eva Perón.

El 30 de diciembre de 1950, disputaron en el estadio la final del trofeo de segunda división, «Copa de Honor Juan Domingo Perón», ganada por Colón frente a su par Unión por 4-2, obteniendo así el «Sabalero» su primer trofeo de AFA, la copa llevaba el nombre del presidente de la República Argentina.
En abril de 1951, el estadio se vuelve a inundar, esta vez por una crecida del río Paraná. Esto causó que Colón tuviera que disputar sus tres primeros partidos ante Dock Sud, Rosario Central y Argentinos Juniors, nuevamente en la cancha de Gimnasia y Esgrima de Ciudadela.
El lunes 18 de septiembre de 1950, los dirigentes de Colón logran adquirir un terreno lindero al estadio, gracias a un préstamo de $ 750.000 otorgado por el Gobierno de la nación. El terreno propiamente dicho estaba situado en su sector sur, que a la postre, se adquirió al contado con el único propósito de seguir con la ampliación de las graderías.
En 1952, se finaliza el primer tramo de cemento sobre el lateral oeste en la que se incluyó 1.000 plateas. De este modo, aumentó su capacidad a 20.000 personas, convirtiendo en el de mayor cabida de Santa Fe. La nueva tribuna fue estrenada el domingo 20 de abril, en el triunfo por 3-2 ante Dock Sud por la 3.ª fecha del campeonato de primera división B. De igual manera fue habilitado el codo suroeste también de cemento, el 18 de mayo en la contundente victoria de los «Rojinegros» sobre Argentinos Juniors por 5-0. Después se continuó con la tribuna este de tablones de madera, al igual que las dos tribunas detrás de cada arco.

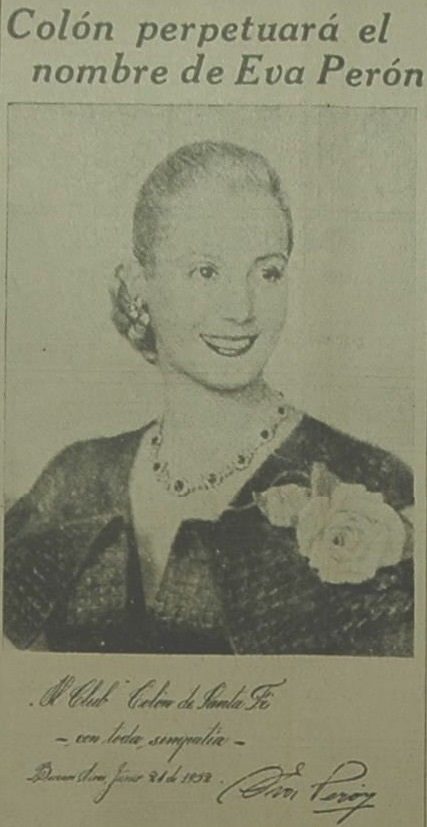
Fotografía de Eva Perón dedicada a Colón de Santa Fe con fecha del 21 de junio de 1952.

| Tribunas de cemento en 1952 |  |  |
|                             |  |  |

### El Estadio Eva Perón (1952-1955)
El 26 de julio de 1952 fallece Eva Perón, esto motivó que el 7 de agosto la comisión directiva decida realizar una sesión extraordinaria, íntegramente decidida a nombrar al estadio como «Eva Perón». El 8 de agosto, el club Colón presenta formalmente una petición a AFA después de que sus socios votaran a favor. De esta manera, el 11 de agosto quedó oficialmente formado que el complejo deportivo de barrio Centenario se nombraría como Estadio Eva Perón, el primer encuentro disputado por Colón ya con esa nombradía, fue el 16 de agosto contra Gimnasia y Esgrima de Eva Perón (actualmente La Plata).
Sin embargo, el nombre duró poco tiempo, ya que con el llegar de la dictadura militar, se prohibieron en la Argentina los nombres de Eva Duarte de Perón y de Juan Domingo Perón, mediante el decreto de Ley 4161 de 1956, sancionada por el presidente de facto Pedro Eugenio Aramburu. El nombre fue cambiado por el de «Brigadier General Estanislao López» (caudillo y militar federal argentino, gobernador de la provincia de Santa Fe entre 1818 y 1838).

### Surgimiento del apodo «El Cementerio de los Elefantes» (1964)

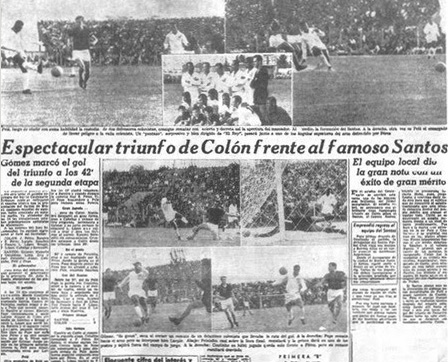
Diario El Litoral, 10 de mayo de 1964.

Sin dudas una de las historias que más han escuchado los hinchas «Colonistas», es del día que el Santos de Pelé, Coutinho y compañía cayó derrotado en el estadio de Colón. Fue un 10 de mayo de 1964, el Santos venía de ganar su segunda Copa Intercontinental y poseía un récord de 43 partidos invictos, pero fue derrotado por Colón que disputaba la segunda división, y además el día anterior fue derrotado por Platense. Desde ese día, el estadio se ganó el apodo de «Cementerio de los Elefantes».
Además, una seguidilla de victorias de Colón sobre los cinco grandes del fútbol argentino, y las victorias ante Peñarol de Montevideo (campeón de la Copa Intercontinental 1966) por 3-2 el 26 de marzo de 1967, y la propia selección argentina el 7 de septiembre de 1964 por 2-0, sellaron el nombre.
Otros grandes que cayeron en el «cementerio» fueron: Millonarios de Colombia por una goleada de 4-0 el 28 de enero de 2007, Olimpia de Paraguay en varias oportunidades,
 la U. de Chile por la Copa Conmebol, Alianza Lima de Perú por la Copa Libertadores , la Universidad Católica de Chile por la Copa Libertadores, entre otros.

### Primeras remodelaciones (1966-1978)

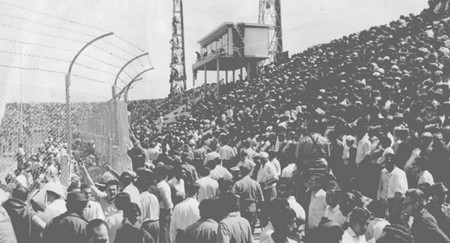
Sector de prensa en 1968.

En 1966, con Colón disputando su segundo campeonato en la primera división, se construyen las primeras cabinas de transmisión. El estadio se mantendría de esta manera durante una década, hasta que en 1975 se continua con la ampliación de su aforo.

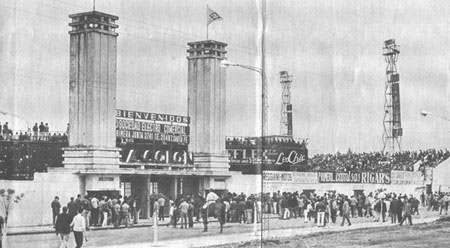
Primer ingreso al estadio. Encuentro ante Chacarita Juniors en 1966.

El lunes 14 de abril de 1975, el diario El Litoral redactó lo siguiente tras la victoria de Colón sobre San Lorenzo por 2-1:
«Ayer ingresaron al estadio rojinegro 6.435 asociados que dejaron 3 millones 217.500 pesos nacionales para la subcomisión de obras del Centenario. Ese aporte tan valioso servirá para que mañana se inicie la colocación del piso granítico de 30x30, pulido en obra, en el estadio modelo de basquetbol que se construye en el complejo deportivo de los «Sabaleros». Asimismo se harán tareas de la tribuna de cemento que allí se realiza y los dos vestuarios que servirán para la pileta olímpica de natación. Es muy probable, por otra parte que mañana la directiva de Colón informe oficialmente sobre el inicio de las obras correspondientes al sector administrativo del club sobre la av. Juan José Paso. Como se advierte, el proceso de renovación institucional impuesto desde hace varios años en la entidad sureña está en plena ejecución, por lo que bien merece destacarse el hecho como un suceso saludable.»
En 1975, con Eugenio Marcolín a cargo de la presidencia de Colón, se construye la tribuna de cemento en el sector norte. Al año siguiente se construyen plateas, nuevos palcos y más cabinas de transmisión en el lado oeste. Obra que concluyó en 1978.[cita requerida]
| El estadio en la década de 1970 |  |
|                                 |  |

### Remodelaciones de la era Vignatti (1992-2001)
A principios de la década de 1990, por iniciativa del presidente José Néstor Vignatti, comenzó a gestarse un nuevo proyecto de ampliación. Éste consistía en cambiar los tablones del sector sur y este por graderías de cemento, y además colocar 3 bandejas (platea norte, platea este y platea sur).
El primer paso del nuevo proyecto se dio en 1994. Se retiraron los tablones de madera de la añeja tribuna popular sur y comenzaron a construirse las tribunas de cemento.
Tras ello, en 1995 se procedió a construir la parte central de la tribuna popular este (tribuna que albergaba la parcialidad visitante), siguiendo después con el lado norte de dicha tribuna.
En 1997 dieron inicio las obras en los codos noreste y sureste junto con una platea visitante. En 1998, se realizó un resembrado total del campo de juego, que quedó en pésimas condiciones tras realizarse un recital del grupo Patricio Rey y sus Redonditos de Ricota a finales de 1997.
La construcción de los cimientos, columnas y encofrados de la platea este alta comenzó a principios del año 2000. Después se siguió con las escaleras y con los accesos a la tribuna y a la bandeja. Se construyeron además nuevos vestuarios.
En febrero del 2001, se comienza con el armado de la bandeja este, con la colocación de los premoldeados y empezó a cavarse el foso en el sector este. Tras ello, se retiraron las antiguas columnas de iluminación para ser reemplazadas por una pasarela donde iría colocado el nuevo sistema de iluminación. El sector visitante dejó de estar ubicado en la parte este para pasar a ocupar la tribuna sur.
Lo último que se realizó fue la ampliación de palcos y plateas sobre la platea oficial, junto a la extensión de los palcos balcón. Las obras finalizaron en el año 2001.
Cuando fue concluida esta primera etapa, se estableció realizar una reinauguración del estadio el 25 de agosto de 2001 ante Nueva Chicago, con un espectáculo ante más de 30.000 «Sabaleros». Se realizó un show con fuegos artificiales, además actuaron los grupos de cumbia locales: Los Palmeras; Mario Pereyra; Grupo Cali y Los Lamas.
Pero ese día no todo fue celebración, a los once minutos del primer tiempo, el cotejo se tuvo que suspender debido a que el futbolista de Colón, Gabriel Migliónico, cayó inconsciente luego de cabecear al gol, pero a su vez fue alcanzado por los puños del arquero de Nueva Chicago, César Velázquez, en un centro enviado por Javier Delgado. El árbitro de ese encuentro, Oscar Sequeira, ni siquiera señaló el círculo central para marcar el gol, sino que empezó a hacer señas hacia la zona de los bancos de relevos donde se encontraban los médicos de Colón. A su vez los compañeros de la «Gaviota» Migliónico se quedaron en torso desnudo e intentaban aportarle aire agitando sus camisetas.
Migliónico, fue trasladado al hospital José María Cullen, donde ingresó con un fuerte traumatismo cervical-craneano, se le practicó una tomografía computada que no arrojó resultados negativos. Para un seguimiento más completo fue llevado al Sanatorio Santa Fe, donde se recuperó a los pocos días.
El 29 de abril de 2003, cuando el río Paraná desborda (producto de lluvias) y se junta con las crecidas del río Salado y así juntos, desbordan la precaria defensa situada en la zona del hipódromo de Las Flores, provocaron la inundación en Santa Fe. Como el estadio se encontraba en la cuenca natural del río Salado, como así también el cordón oeste de la capital provincial, se vio muy afectado acumulándose hasta siete metros de altura de agua. Pese a ello, pudo ser recuperado y restaurado en poco tiempo.
Durante un encuentro contra River Plate en el año 2003, se producen disturbios en la parcialidad local que rompe el alambrado de la popular norte. Después de ese hecho, en el año 2004, se toma la decisión de hacer un foso en dicha tribuna.

### Tablero electrónico (2008)
El martes 25 de noviembre de 2008, en la ciudad de Santa Fe los dirigentes de Colón y Wide Entertainment firmaron un contrato por diez años para que se instale una pantalla de ledes y sistema de sonido en el estadio. El monto de la inversión estimada fue de U$D 500.000.
De esta forma, Colón fue uno de los primeros clubes del interior del país en tener este avance tecnológico y así sumarse a los demás clubes argentinos con tablero electrónico en aquel momento River Plate, Vélez Sársfield, Rosario Central, Boca Juniors, Atlético de Rafaela y los estadios Malvinas Argentinas, Mario Alberto Kempes, 23 de Agosto y San Juan del Bicentenario.

### Remodelaciones para ser subsede de la Copa América (2009-2011)

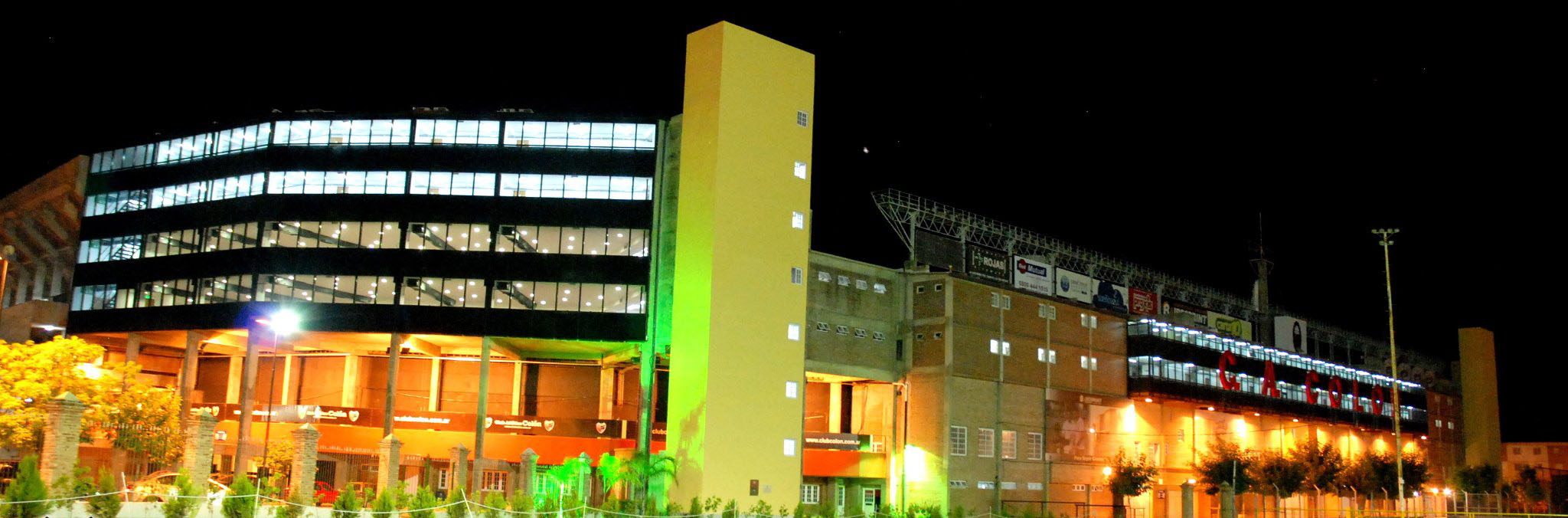
Exterior del estadio.

El 14 de mayo de 2009, la AFA elige al Estadio Brigadier López como una de las subsedes de la Copa América 2011 a disputarse en el país, lo que llevó a que las obras de ampliación vuelvan a retomarse para recibir el evento.
En julio de 2009, con la presidencia de Germán Lerche comenzaron las primeras remodelaciones, se remplazó los bancos de suplentes por unos de mejor nivel como merecía tal acontecimiento, a su vez se recupera el abandonado añejo sector de las plateas foso, separando las mismas de la platea oficial mediante un policarbonato transparente en todo el largo de la platea. En primera instancia se desmontó la parte central de la dicha platea foso, para después construir en ese sector los nuevos bancos de suplentes, al que los hinchas que accedan a esta platea preferencial estén en cercanía con el entrenador del plantel profesional y los jugadores. La concreción con el campo de juego se hizo a través de un puente sobre el foso en todo ese tercio central, pero que queda terminado con una cobertura de césped sintético.
El Arquitecto Francisco González le comentó al diario El Litoral los detalles de la obra:
Tomando lo que es la plantilla completa de lo que llamamos platea foso, la dividimos en tres tercios: los dos tercios de los bordes van a quedar para el público con algún grado de ubicación preferencial o mejorada, con una separación detrás que la aisle de la circulación general de la platea; y en el tercio central, nos mudamos directamente con los bancos de suplentes para dejar liberado totalmente el campo de juego, y que los relevos estén en una posición un poco más elevada, porque antes casi no se veía el lado este de la cancha debido a la poca altura que tenía.
A principios de año 2010 prosiguieron las obras, encomendadas al estudio Otto Papis (también encargado del estadio cubierto de Unión, y de proyectos para Patronato) bajo estimación inicial de un año de trabajo, con fondos propios del club más una ayuda estatal.
La nueva planificación iba a variar un poco del original (planteado por José Vignatti). Se trató de la construcción de la bandeja norte con servicios, nuevos palcos en los codos suroeste (palcos corporativos en el 1.º y 2.º piso, y palcos vip en el 3.º y 4.º) y noroeste (salón de usos múltiples en el 1.º y 2.º piso, y palcos vip en el 3.º y 4.º), nuevos accesos a plateas, palcos y tribuna norte.
También se instalaron nuevos baños, una sala vip, una sala de prensa en el primer piso, la conexión para prensa y autoridades con la actual sala de conferencias, escaleras, ascensores, salidas de emergencia, nuevo estacionamiento (sobre la antigua cancha auxiliar Sergio Verdirame), ampliación del sistema lumínico y una pantalla gigante led (Wide Entertainment).
Además se construyó una platea en el sector norte, la nueva bandeja quedó sobre el estadio de básquet Roque Otrino, por lo cual se tuvo que disponer de resolver la estructura utilizando un voladizo. Lo novedoso, es que no solo la estructura se encuentra así, sino que los encofrados para poder colocar hormigón sobre la bandeja, se construyeron con el mismo sistema.
La empresa constructora prefirió remitirse al hormigonado in situ en lugar de emplear piezas prefabricadas como las empleadas cuando se construyó la bandeja en el sector este. El arquitecto mencionó que en aquella oportunidad, en el sector sur de la bandeja este no había espacio suficiente para ingresar las grúas para montar las piezas, por lo que tuvo que instalarse la misma dentro del campo de juego, lo cual provocó un serio daño material al césped.
A su vez se realizó la iluminación para tv. digital, solicitud de la empresa que transmitía el certamen. Se necesitaba contar con un nivel de iluminación de 2000 LUX sobre el campo de juego para la transmisión de imágenes en HD (Alta Definición), por lo tanto, se reemplazó la anterior iluminación de 600/700 LUX (que se reutilizarían para iluminar otros sectores del club) por otros de mejor tecnología, que permiten obtener un nivel aceptable de iluminación. La firma Philips Argentina fue la encargada de la instalación de las nuevas iluminarias.[cita requerida]

#### Características técnicas
- Proyectores ARENAVISION con lámparas MHN-SE de 2000 w y su equipo auxiliar ZVF 320.
- 156 proyectores de 2 kW utilizados para la iluminación del campo de juego.
- 352 kW será la potencia total instalada para la iluminación del campo de juego.
- 5600 K es la temperatura de color de las lámparas utilizadas. Todas las federaciones y asociaciones deportivas, recomiendan para una correcta televisación esta temperatura de color.[53]

### Cartel led, pintura, y remodelación del sector de discapacidad (2014)
En la previa del amistoso por la «Copa Desafío Quini 6», celebrada el 2 de febrero entre Colón y Boca Unidos de Corrientes, dirigentes, colaboradores, medios de prensa, y varios empresarios invitados fueron testigos de una charla informativa brindada por Letreros Electrónicos Multiled, sobre la colocación de la pantalla de led en lo largo de la platea este baja y tendrá una extensión de 145 metros.
Al finalizar el Torneo Final 2014, durante el mes de julio, diferentes agrupaciones de hinchas de Colón invitaron a todos sus simpatizantes que quisieran sumarse para ayudar a pintar el estadio. Así, gracias a la ayuda de las agrupaciones y de todos los hinchas que participaron, volvió a lucir sus colores tradicionales, el rojo y negro.
Además, la «Agrupación Movimiento Popular Sabalero» y la «Agrupación Cultura Sabalera» en conjunto con el  «Área de Discapacidad» del club, agrandaron el sector dedicado a las personas con movilidad reducida. Garantizando así la accesibilidad y la comodidad necesaria de todos los hinchas. Debido a la delicada situación económica que atravesaba la institución en aquel año, se decidió financiarlo íntegramente desde la primera agrupación citada. Motivo de esto último fue la realización de la «Fiesta Sabalera» y del «Té Bingo Sabalero», llevados a cabo con total éxito.
Así, el sábado 9 de agosto del 2014, en el encuentro por la 1.ª fecha del torneo de transición de la Primera B Nacional, en el que Colón recibió a Instituto de Córdoba, los hinchas con movilidad reducida pudieron acceder al sector remodelado.

### Nueva pintura (2016)
En marzo de 2016, se llevaron a cabo distintas tareas de pinturas en sus tribunas. En la platea este alta se pintó el acrónimo de la institución: C. A. COLON. También se pintaron las dos tribunas norte y sur, más el codo noroeste, con los colores rojo y negro divididos en proporciones iguales.

## Elefantesenterrados en elcementerio
En 1964 el periodista El Gallego Gutiérrez apodo al estadio del club Colón como Cementerio de los Elefantes debido a las grandes victorias obtenidas del club sobre grandes equipos que tenían un muy buen nivel y que venían de ganar títulos o pelearlos.
| Club            | Fecha                   | Nota del rival |
| --------------- | ----------------------- | --- |
| Santos          | 10 de mayo de 1964      | Venía de ser bicampeón de la copa de campeones y de la copa intercontinental. |
| Sel. Argentina  | 7 de septiembre de 1964 | Venía de ganar la copa de las naciones de 1964. |
| Peñarol         | 26 de marzo de 1967     | Venía de ganar la Copa Libertadores y copa intercontinental de 1966. |
| Racing          | 8 de diciembre de 1968  | Venía de ganar la Copa Libertadores y la copa intercontinental de 1967. |
| Estudiantes     | 27 de julio de 1970     | Venía de ser tricampeón de la Copa Libertadores y de ganar una copa intercontinental. |
| Independiente   | 15 de junio de 1975     | Venía de ser tetracampeón de la Copa Libertadores y de ganar dos copas interamericanas y una copa intercontinental. |
| Vélez Sarsfield | 23 de noviembre de 1996 | Venía de ganar dos años antes la Copa Libertadores y la copa intercontinental y ese mismo año (1996) ganó la copa interamericana y más tarde ganaría la supercopa de campeones de libertadores y al año siguiente la Recopa Sudamericana. |
| River Plate     | 11 de mayo de 1997      | Venía de ganar la Copa Libertadores de 1996 y además ese mismo año (1997) ganaría la supercopa de campeones de libertadores |
| San Lorenzo     | 14 de octubre de 2000   | Más tarde ganaría la Copa Mercosur y la sudamericana |
| Boca Juniors    | 7 de diciembre de 2003  | Venía de ganar la Copa Libertadores de ese mismo año y a fines del mismo año ganaría la copa intercontinental. |
| Boca Juniors    | 7 de octubre de 2004    | Ese mismo año ganaría la copa sudamericana y saldrían subcampeones de la Copa Libertadores y de la recopa sudamericana. |
| River Plate     | 22 de octubre de 2018   | Pierde un invicto de 32 partidos y además ese mismo año ganaría la Copa Libertadores, saldría tercero en el mundial de clubes y ganaría la recopa sudamericana.                                                                           |

## Eventos deportivos

### Partidos de la selección argentina de fútbol
| Amistoso; 20 de mayo de 2009 | Argentina                                | 3:1 (1:1) | Panamá          | Estadio Brigadier General Estanislao López, Santa Fe, Argentina |                                                          |
|                              | M. Defederico 26' · G. Bergessio 66' 84' | Reporte   | N. Barahona 29' | Asistencia: 32.500 espectadores Árbitro(s): J. Antequera        | Asistencia: 32.500 espectadores Árbitro(s): J. Antequera |

### Copa América 2011

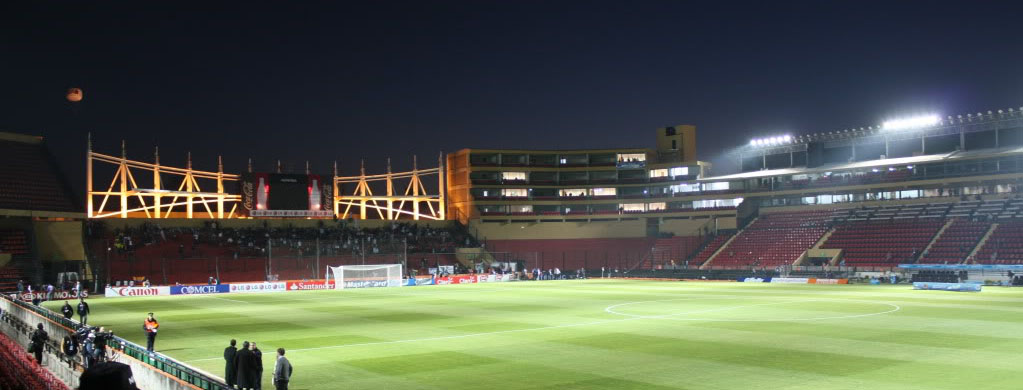
Previo al encuentro entre Argentina y Colombia.

El 1 de junio de 2009, en Nasáu, Bahamas en medio de un congreso extraordinario de la Conmebol, el presidente de la AFA Julio Grondona, ratificó a la Argentina como organizadora de la Copa América y confirmó que la ciudad de Santa Fe sería una de las subsedes de la Copa América 2011.
El Estadio Brigadier López albergó cuatro encuentros de dicha competición continental, entre los días 3 y 16 de julio: dos por el grupo A, uno por el B y uno por los cuartos de final.

#### Primera Fase
| 3 de julio de 2011, 18:30 (GMT-3) | Paraguay | 0:0 (0:0) Grupo B | Ecuador | Estadio Brigadier General Estanislao López, Santa Fe                    |                                                                         |
|                                   |          | Reporte           |         | Asistencia: 25 000 espectadores Árbitro(s): Sergio Pezzotta (Argentina) | Asistencia: 25 000 espectadores Árbitro(s): Sergio Pezzotta (Argentina) |

| 6 de julio de 2011, 21:45 (GMT-3) | Argentina | 0:0 (0:0) Grupo A | Colombia | Estadio Brigadier General Estanislao López, Santa Fe                 |                                                                      |
|                                   |           | Reporte           |          | Asistencia: 32 000 espectadores Árbitro(s): Sálvio Fagundes (Brasil) | Asistencia: 32 000 espectadores Árbitro(s): Sálvio Fagundes (Brasil) |

| 10 de julio de 2011, 16:00 (GMT-3) | Colombia                 | 2:0 (2:0) Grupo A | Bolivia | Estadio Brigadier General Estanislao López, Santa Fe                  |                                                                       |
|                                    | R. Falcao 14' 28' (pen.) | Reporte           |         | Asistencia: 20 000 espectadores Árbitro(s): Francisco Chacón (México) | Asistencia: 20 000 espectadores Árbitro(s): Francisco Chacón (México) |

#### Cuartos de final
| 16 de julio de 2011, 19:15 (GMT-3) | Argentina                                    | 1:1 (1:1) Cuartos de Final (4:5 p.) | Uruguay                                      | Estadio Brigadier General Estanislao López, Santa Fe                   |                                                                        |
|                                    | Gonzalo Higuaín 35'                          | Reporte                             | Diego Pérez 5'                               | Asistencia: 32 000 espectadores Árbitro(s): Carlos Amarilla (Paraguay) | Asistencia: 32 000 espectadores Árbitro(s): Carlos Amarilla (Paraguay) |
|                                    |                                              | Tiros desde el punto penal          |                                              |                                                                        |                                                                        |
|                                    | Messi · Burdisso · Tévez · Pastore · Higuaín |                                     | Forlán · Suárez · Scotti · Gargano · Cáceres |                                                                        |                                                                        |

### Copa Argentina

#### Copa Argentina 2011/2012
| Fecha                   | Fase            | Equipo              |                                       | Resultado     |                                      | Equipo             |
| ----------------------- | --------------- | ------------------- | ------------------------------------- | ------------- | ------------------------------------ | ------------------ |
| 29 de noviembre de 2011 | 32avos de final | Patronato           | Bandera de la Provincia de Entre Ríos | (5) 0 - 0 (4) | Bandera de la Provincia de Santa Fe  | Newell's Old Boys  |
| 30 de noviembre de 2011 | 32avos de final | Atlético de Rafaela | Bandera de la Provincia de Santa Fe   | (4) 0 - 0 (2) | Bandera de la Ciudad de Buenos Aires | Ferro Carril Oeste |

#### Copa Argentina 2014/2015
| Fecha                | Fase           | Equipo              |                                     | Resultado |                                      | Equipo                 |
| -------------------- | -------------- | ------------------- | ----------------------------------- | --------- | ------------------------------------ | ---------------------- |
| 26 de agosto de 2015 | 8avos de final | Atlético de Rafaela | Bandera de la Provincia de Santa Fe | 0 - 1     | Bandera de la Ciudad de Buenos Aires | San Lorenzo de Almagro |

#### Copa Argentina 2016/2017
| Fecha                   | Fase            | Equipo       |                                    | Resultado     |                                    | Equipo                 |
| ----------------------- | --------------- | ------------ | ---------------------------------- | ------------- | ---------------------------------- | ---------------------- |
| 1 de septiembre de 2017 | 16avos de final | Talleres (C) | Bandera de la Provincia de Córdoba | (2) 1 - 1 (4) | Bandera de la Provincia de Mendoza | Gimnasia y Esgrima (M) |

#### Copa Argentina 2017/2018
| Fecha                    | Fase            | Equipo                |                                                | Resultado |                                         | Equipo            |
| ------------------------ | --------------- | --------------------- | ---------------------------------------------- | --------- | --------------------------------------- | ----------------- |
| 22 de julio de 2018      | 32avos de final | River Plate           | Bandera de la Ciudad de Buenos Aires           | 7 - 0     | Bandera de la Provincia de Salta        | Central Norte (S) |
| 31 de julio de 2018      | 32avos de final | Talleres (C)          | Bandera de la Provincia de Córdoba             | 2 - 1     | Bandera de la Provincia de Buenos Aires | Midland           |
| 26 de septiembre de 2018 | 8avos de final  | Central Córdoba (SdE) | Bandera de la Provincia de Santiago del Estero | 1 - 0     | Bandera de la Provincia de Buenos Aires | Brown de Adrogué  |

#### Copa Argentina 2018/2019
| Fecha                 | Fase            | Equipo          |                                      | Resultado     |                                                | Equipo                |
| --------------------- | --------------- | --------------- | ------------------------------------ | ------------- | ---------------------------------------------- | --------------------- |
| 26 de febrero de 2019 | 32avos de final | Rosario Central | Bandera de la Provincia de Santa Fe  | (4) 2 - 2 (5) | Bandera de la Provincia del Río Negro          | Sol de Mayo           |
| 3 de abril de 2019    | 32avos de final | Nueva Chicago   | Bandera de la Ciudad de Buenos Aires | 0 - 1         | Bandera de la Provincia de Santiago del Estero | Central Córdoba (SdE) |
| 15 de mayo de 2019    | 32avos de final | Huracán         | Bandera de la Ciudad de Buenos Aires | 2 - 0         | Bandera de la Provincia de Santa Fe            | Unión (S)             |

## Conciertos
| País                                          | Artista                                 | Año  |
| --------------------------------------------- | --------------------------------------- | ---- |
| Bandera de Argentina                          | Los Piojos                              | 1997 |
| Bandera de Argentina                          | Patricio Rey y sus Redonditos de Ricota | 1997 |
| Bandera de Argentina                          | Teen Angels                             | 2008 |
| Bandera de España                             | Joaquín Sabina                          | 2010 |
| Bandera de Guatemala                          | Ricardo Arjona                          | 2012 |
| Bandera de Argentina                          | Karina                                  | 2014 |
| \|\|align=left\|La Renga\|\|align=left\| 2025 |                                         |      |